# Паули Арбареи
Паули Арбареи (итал. Pauli Arbarei) је насеље у Италији у округу Медио Кампидано, региону Сардинија.
Према процени из 2011. у насељу је живело 611 становника. Насеље се налази на надморској висини од 134 м.

## Становништво
Према резултатима пописа становништва 2011. у општини је живело 651 становника.
| 1931. | 1936. | 1951. | 1961. | 1971. | 1981. | 1991. | 2001. | 2011. |
| ----- | ----- | ----- | ----- | ----- | ----- | ----- | ----- | ----- |
| 656   | 676   | 801   | 797   | 787   | 778   | 719   | 720   | 651   |